# Idrissou Mora Kpaï
Idrissou Mora-Kpai né le 14 juillet 1967  est un cinéaste béninois réalisateur de films.

## Biographie
Idrissou Mora-Kpai est né le 14 juillet 1967 à Béroubouay, au nord du Bénin, dans une famille d'éleveurs commerciaux. Son père est Mora-Kpai Sounon Dangnon et sa mère est Bougnon Yarou Signangui.
Il obtient une maîtrise à l'École de cinéma de Babelsberg Konrad-Wolf, en Allemagne. Il travaille ensuite comme conférencier invité à l'université Cornell, à l'université Duke et à l'université de Pittsburgh. Actuellement, il vit aux États-Unis. Il est professeur adjoint au département des arts médiatiques, des sciences et des études à l'Ithaca College (en).
Ses films sont acclamés par la critique Indochine, sur les traces d’une mère, Arlit The Second Paris et Si-Gueriki The Queen Mother. Il est récipiendaire de la bourse John Simon Guggenheim Memorial Foundation  et du prix néerlandais Prince Claus,.

## Carrière
À l'âge de 13 ans, il s'installe à Cotonou et fréquente le lycée. À 19 ans, il se rend en Algérie puis émigre vers l'Allemagne via l'Italie. Puis il étudie les études nord-américaines à l'université libre de Berlin de 1988 à 1993. Après l'obtention de son diplôme, il étudie la production cinématographique à la Konrad Wolf Film University de 1994 à 1999. Durant cette période universitaire, il réalise plusieurs courts métrages tels que Transient et Fake Soldiers,.
En 1999, Idrissou s'installe à Paris et réalise son premier documentaire en 2003, Si-Gueriki,. Le film reçoit des éloges de la critique et une attention internationale. Il est projeté au Festival international du film de Rotterdam (IFFR), au Cinéma du réel à Paris et au Festival international du film de Copenhague (CIFF). Le film reçoit ensuite le prix du meilleur documentaire au Festival international du film francophone de Namur,.
En 2002, il fonde la société de production MKJ Films. Avec la maison de production, il produit deux autres films ; Arlit The Second Paris est projeté au Festival international du film de Berlin et au Festival international du documentaire de Sheffield ,,,.
Il reçoit ensuite le prix du meilleur documentaire et le prix TV5 au Festival international du film francophone de Namur, prix du meilleur documentaire au Festival du cinéma asiatique et latino-américain à Milan, prix du meilleur documentaire à la Muestra de Cine Africano de Tarifa. Son film Indochine Traces d'une mère produit avec la même société, est projeté au Festival international du film de Busan,,, puis au Festival international du film de Cannes à l'Institut français. Le film attire l'attention des médias en exposant un morceau d'histoire jusqu'ici peu connu sur les soldats africains qui se sont battus pendant la guerre d'Indochine française. L'Indochine a reçu le prix du meilleur documentaire au Festival international du film d'Alger.
En 2019, il réalise le film documentaire America Street. Il explore les luttes quotidiennes d'une communauté afro-américaine à Charleston, en Caroline du Sud, après le meurtre de Walter Scott en 2015. Le film a été acclamé par la critique et a été projeté dans plusieurs festivals de cinéma, dont le FID Marseille,,, .

## Filmographie
| Année | Film                        | Rôle                                                  | Genre         | Réf.   |
| ----- | --------------------------- | ----------------------------------------------------- | ------------- | ------ |
| 1996  | Fugace                      | Réalisateur, producteur, scénariste, monteur          | Court métrage |        |
| 1999  | Faux soldats                | Réalisateur, écrivain                                 | Court métrage | [ 24 ] |
| 2002  | Si-Gueriki, la reine-mère   | Directeur                                             | Documentaire  | ,      |
| 2005  | Arlit : Le Second Paris     | Réalisateur, producteur, scénariste                   | Documentaire  | [ 27 ] |
| 2011  | Indochine Traces d'une mère | Réalisateur, producteur                               | Documentaire  | [ 28 ] |
| 2019  | Rue de l'Amérique           | Réalisateur, producteur, directeur de la photographie | Documentaire  |        |